# Dicranomyia priapula
Dicranomyia priapula är en tvåvingeart som först beskrevs av Alexander 1966.  Dicranomyia priapula ingår i släktet Dicranomyia och familjen småharkrankar. Inga underarter finns listade i Catalogue of Life.